# Dessein intelligent
Pour les articles homonymes, voir Dessein.
Ne doit pas être confondu avec Destinée manifeste.
Le dessein intelligent (intelligent design en anglais) est une théorie pseudo-scientifique,, selon laquelle « certaines observations de l'Univers et du monde du vivant sont mieux expliquées par une cause « intelligente » que par des processus non dirigés tels que la sélection naturelle. »
Cette thèse a notamment été développée par le Discovery Institute, un cercle de réflexion conservateur chrétien américain. Le dessein intelligent est présenté comme une théorie scientifique par ses promoteurs mais, dans le monde scientifique, il est considéré comme relevant de la pseudo-science, par des arguments aussi bien internes à la biologie (les promoteurs du dessein intelligent apparaissant aux biologistes comme ne tenant pas compte de nombreuses observations) qu'épistémologiques (en particulier le critère de réfutabilité de Karl Popper). Le dessein intelligent est désormais classé aux États-Unis dans les théories néo-créationnistes, en particulier à la suite de la publication du Wedge document.
Le dessein intelligent ne s'applique qu'au domaine de la biologie et ne traite pas de l'origine de l'Univers. Ainsi, il ne doit pas être confondu avec le principe anthropique. Les principaux acteurs du mouvement du dessein intelligent acceptent un Univers âgé de plus de 13 milliards d'années et la théorie du Big Bang, avec pour opinion personnelle qu'il est causé par le Dieu de la Bible, mais rejettent le mécanisme de mutation aléatoire couplé à une sélection naturelle comme moteur de l'apparition de nouvelles espèces. William Dembski, l'un des principaux fondateurs du concept du dessein intelligent, reconnaît l'existence de preuves solides pointant vers un ancêtre commun à toutes les espèces vivantes et se déclare ouvert à cette idée, tandis que des publications du Discovery Institute remettent en question ce point ou le rejettent, en usant principalement de l'interprétation créationniste de l'explosion cambrienne.

## Origines

### Origine du concept

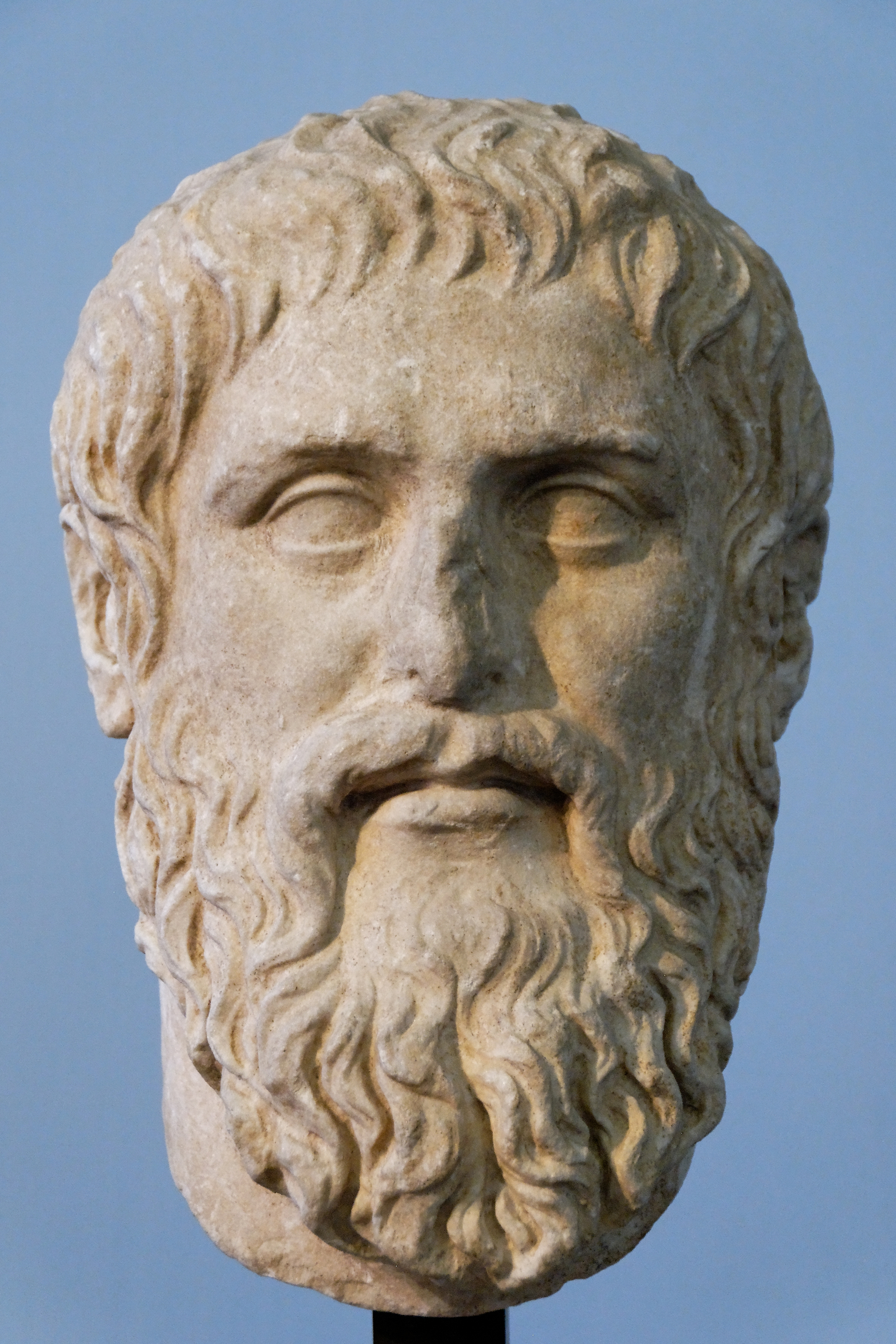
Buste en marbre représentant Platon. L'argument téléologique, ou argument du dessein divin, fut utilisé sous certaines formes par Platon et Aristote.

Les partisans de l'intelligent design revendiquent une filiation avec les philosophes antiques qui débattaient sur l'argument selon lequel l'ordre et la complexité de la nature indiquent un design, un dessein volontaire. Au IVe siècle avant notre ère, Platon suppose dans son œuvre  Timée, que la cause première de l'Univers et son créateur sont un bon et sage démiurge,. Dans le douzième livre, dit « Lambda » (Λ),, de  Métaphysique, Aristote développe l'idée d'une cause motrice immobile. Le dieu aristotélicien est un moteur immobile qui met toute chose en mouvement ; il ne crée ni les formes ni la matière. Selon la philosophie stoïcienne, rapportée par Cicéron dans le De natura deorum (De la nature des dieux, 45 avant notre ère), « la puissance divine se trouve dans un principe de raison qui imprègne toute la nature. » Ce type de raisonnement en est venu à être connu comme l'argument téléologique de l'existence de Dieu. Certaines de ses formes les plus connues ont été exprimées par Thomas d'Aquin au XIIIe siècle et par le révérend William Paley au XIXe siècle. Dans la  Summa Theologica, Thomas d'Aquin utilise le concept de design dans sa « cinquième preuve » de l'existence de Dieu.

### Origine du terme
Depuis le Moyen Âge, la discussion autour de l'« argument du dessein » et de l'« argument téléologique » religieux, avec le concept de « Dessein Intelligent », se réfère continuellement au Dieu Créateur des théistes,. Bien qu'ils choisissent ce label provocateur pour leur proposition d'alternative aux explications évolutionnistes, les partisans du Dessein Intelligent ont minimisé leurs antécédents religieux et nié que ce dessein soit de la théologie naturelle ; mais ils présentent encore le Dessein Intelligent comme soutenant les arguments pour l'existence de Dieu.
S'ils ont relevé des exemples passés du mot dessein intelligent qu'ils disent ne pas être créationniste ni basé sur la foi, ils ont échoué à montrer que ces usages avaient une influence sur ceux qui introduisirent le terme dans le mouvement du dessein intelligent.
Des variations apparurent sur le terme dans des publications du YEC : un livre de 1967 co-écrit par Percival Davis mentionnait un « dessein selon lequel les organismes fondamentaux furent créés ». En 1970, A. E. Wilder-Smith publia La Création de la vie : Une approche cybernétique de l'évolution (en anglais : The Creation of Life: A Cybernetic Approach to Evolution), qui défendait l'argument du dessein de Paley avec des calculs informatiques de l'improbabilité des séquençages génétiques, qu'il disait ne pouvoir être expliqués par l'évolution mais requéraient « la nécessité abhorrée d'activité d'une intelligence divine derrière la nature », et « le même problème pourrait régler la relation entre l'intelligence [designer] derrière la nature et la part de la nature conçue par l'intelligence qu'est l'homme ». Dans un article de 1984 comme dans sa déclaration à Edwards v. Aguillard, Dean H. Kenyon défendit la science créationniste [creation science] en affirmant que « le système biomoléculaire requiert le dessein intelligent et le savoir-faire technique », citant Wilder-Smith. Le créationniste Richard B. Bliss utilisa le terme « dessein créatif » dans Origines : Deux modèles : Évolution, Création (1976), et dans Origines : Création ou Évolution (1988) (en anglais : Origins: Two Models: Evolution, Creation et Origins: Creation or Evolution), écrivit qu'« alors que les évolutionnistes essaient de trouver des manières non-intelligentes de la vie pour se produire, les créationnistes insistent sur le fait qu'un dessein intelligent doit avoir été là en première place. ». Le premier usage systématique de ce terme, défini dans un glossaire et revendiqué par d'autres que des créationnistes, remonte à Des pandas et des hommes (Of Pandas and people), co-écrit par Davis et Kenyon.

#### Des pandas et des hommes
Un rapport de l'Institut de la Découverte (Discovery Institute) dit que Charles B. Thaxton, éditeur de Pandas, avait pris le terme d'un scientifique de la NASA et pensé « C'est exactement ce dont j'ai besoin, c'est un bon terme technique ». Dans le brouillon du livre, plus d'une centaine d'utilisations du mot « création », comme « créationnisme » et « Science de la Création », furent changées, presque sans exception, en « dessein intelligent », alors que « créationnistes » devenait « partisans du dessein » (en anglais : « design proponents ») ou, en une occurrence, « co-partisans du dessein » (en anglais : « cdesign proponentsists »). En juin 1988, Thaxton tint une conférence intitulée Sources du Contenu de l'information dans l'ADN à Tacoma, État de Washington, et en décembre il décida d'utiliser le label « dessein intelligent » pour son nouveau mouvement créationniste. Stephen C. Meyer était à la conférence et rappela plus tard que « Le terme dessein intelligent [était arrivé]… »
Des pandas et des hommes fut publié en 1989 et, en plus d'inclure tous les arguments actuels pour le dessein intelligent, il fut le premier livre à faire l'usage systématique des termes « dessein intelligent » et « partisans du dessein » aussi bien que du mot « théorie du dessein », définissant le terme dessein intelligent dans un glossaire et le représentant comme n'étant pas créationniste. Si cela représenta le commencement du mouvement du dessein intelligent moderne, « dessein intelligent » fut le plus important d'une quinzaine de nouveaux termes introduits comme un nouveau lexique de la terminologie créationniste pour s'opposer à l'évolution sans recourir au langage religieux. C'était la première fois que le mot « dessein intelligent » apparut dans son usage primitif, comme statué à la fois par son éditeur Jon A. Buell et par William A. Dembsky dans son savant rapport pour le District scolaire de Kitzmiller v. Dover Area.
Le Centre national pour l'éducation de la science (NCSE, anglais) a critiqué le livre car il présente tous les arguments basiques des partisans du dessein intelligent et est promu activement dans les écoles publiques avant qu'aucune recherche n'ait été faite pour vérifier les arguments. Bien que présenté comme un texte scientifique, le philosophe des sciences Michael Ruse considère le contenu « sans intérêt et déshonorant ». Un avocat de l'Union américaine des libertés civiles le décrit comme un outil politicien destiné aux étudiants qui ne « connaissent [pas] la science ni ne comprennent la dispute autour de l'évolution et du créationnisme ». L'un des auteurs du cadre scientifique utilisé par les écoles de Californie, Kevin Padian, le condamna pour ses « sous-entendus » (sub-text), son « intolérance pour la science honnête » et « compétente ».

## Concept
Les promoteurs de ce concept, dans le domaine de la biologie et de la biochimie, affirment que la théorie scientifique traditionnelle de l'évolution par voie de sélection naturelle ne suffit pas pour rendre compte de l'origine, de la complexité et de la diversité de la vie. En particulier, les partisans de ce concept estiment qu'il existe des exemples de complexité irréductible qui ne peuvent être expliqués par le darwinisme et ils plaident donc pour la théorie du dessein intelligent.

### Un concept qui se veut scientifique
Les principaux membres du Discovery Institute soutiennent que le dessein intelligent est un concept scientifique, matérialiste et testable. Ne faisant pas appel aux dogmes religieux et aux textes saints, rédigées avec un vocabulaire laïc, les publications liées au mouvement tentent de se démarquer de la « science de la création » et même du christianisme. Rejetant la filiation du concept avec l'argument religieux du dessein formulé par Thomas d'Aquin, ils affirment plutôt que les racines de leur mouvement se retrouvent chez certains penseurs grecs antiques comme Socrate, Platon, Aristote qui pensaient que l'apparition du monde naturel nécessitait un esprit, ou Cicéron qui voyait dans les étoiles et l'adaptation des animaux une preuve d'un design rationnel. Pour Michael Behe, le dessein intelligent est scientifique parce qu'il se base sur des données matérielles et des inférences logiques.
Les publications et films vidéos soutenant le dessein intelligent affirment fréquemment que la détection d'un design est intuitive et spontanée, citant notamment la parabole d'une montre découverte sur une plage : le mécanisme d'horlogerie est aisément identifiable comme la fabrication par un être intelligent car trop complexe et sa présence implique l'existence d'un horloger. Cette analogie de l'horloger est un argument théologique notamment utilisé par le révérend William Paley ; les membres du Discovery Institute affirment s'en distinguer en évitant de supposer que l'« horloger » est le Dieu de la Bible comme le fait Paley. Ils font aussi le parallèle avec le programme Search for Extra-Terrestrial Intelligence (SETI) pour la recherche d'un message produit par une intelligence extraterrestre dans les ondes électromagnétiques émises dans le cosmos, affirmant que des outils mathématiques et scientifiques existent pour détecter un motif créé par un être intelligent.
Le dessein intelligent ne spécifie pas l'identité du designer, et affirme que sa nature, extraterrestre ou supranaturelle, ne peut être déterminée par une science matérialiste.

### La complexité irréductible
Michael Behe est le principal créateur du concept de complexité irréductible, affirmant que certains groupes d'éléments biologiques forment un tout fonctionnel dont il est très improbable qu'il soit le résultat de l'évolution de sous-parties qui le constituent : tous ses éléments doivent être apparus simultanément et correctement reliés pour être fonctionnels. Michael Behe déclare ne pas affirmer l'impossibilité absolue d'une évolution à partir d'éléments ayant une autre fonction, mais seulement la juger très improbable et que le dessein intelligent est une explication concurrente et meilleure que le mécanisme darwinien de mutation aléatoire et de sélection naturelle. Michael Behe se focalise sur « les machines moléculaires » infra-cellulaires, et en particulier le flagelle des bactéries. Il affirme ainsi que si une seule protéine constituant ce flagelle est absente, il ne peut fonctionner et la bactérie ne peut se déplacer. Un flagelle amputé et inerte ne présente pour lui aucun avantage pour la survie et ne peut donc être favorisé par la sélection naturelle. Behe identifie également le système de coagulation sanguine et le système immunitaire comme des exemples de systèmes irréductiblement complexes.

### Specified complexity

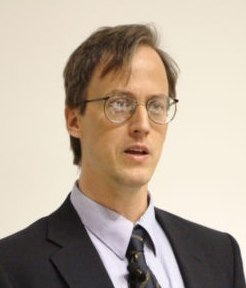
William Dembski a proposé le concept de specified complexity.

En 1986, le chimiste créationniste Charles Thaxton utilise le terme « specified complexity (en) » tiré de la théorie de l'information, lorsqu'il affirme que les messages transmis dans la cellule par l'ADN sont spécifiés par l'intelligence, et doivent provenir d'un agent intelligent. Concept essentiellement américain dans le mouvement du dessein intelligent, le terme de specified complexity peut être traduit littéralement par « complexité spécifiée », « spécifique » ou « déterminée ». Quelques documents francophones semblent traduire par « complexité spécifiée » ou « complexité structurée ».
Dans les années 1990, le concept est développé par le mathématicien, philosophe et théologien William Dembski, en s'inspirant de la théorie de l'information et de la théorie de la complexité. Dembski affirme qu'un motif à la fois spécifié et complexe est la marque identifiable d'un design par un agent intelligent plutôt que d'être le résultat de processus naturels. Pour Dembski, un motif spécifié est identifié comme nécessitant une description courte, et un motif complexe est celui qui a peu de chance d'apparaitre aléatoirement.
Pour décrire son concept, il donne pour exemple : « une seule lettre de l'alphabet est spécifiée sans être complexe. Une longue phrase faite de lettres aléatoires est complexe sans être spécifiée. Un sonnet de Shakespeare est à la fois complexe et spécifié. » Il affirme que les détails des êtres vivants peuvent être caractérisés de la même manière, en particulier les « motifs » de séquences moléculaires dans les molécules biologiques fonctionnelles telles que l'ADN.
Dembski définit une information complexe spécifiée (complex specified information ou CSI) comme tout ce qui a moins d'une chance sur 10150 d'apparaitre de façon aléatoire. Certaines critiques se sont élevées pour affirmer que cette définition transforme le concept en argument tautologique : une information complexe spécifiée ne peut apparaître naturellement parce que Dembski l'a définie ainsi, la question réelle devenant alors de savoir si une CSI existe ou non dans la nature,,.
Le concept proposé par Dembski a été largement discrédité par la communauté scientifique et les mathématiciens,,. L'assertion de Demski selon laquelle son concept possède un vaste champ d'applications dans d'autres domaines reste à être démontrée. John Wilkins et Wesley Elsberry décrivent le « filtre explicatif » de Dembski comme éliminatoire, car il élimine les possibles explications de façon séquentielle : d'abord la régularité, puis la chance, et finalement une explication selon le dessein intelligent par défaut. Ils soutiennent que cette procédure est un modèle vicié pour les inférences scientifiques en raison de la façon asymétrique dont il traite les différentes explications possibles, lui donnant une tendance à tirer des conclusions erronées.
Richard Dawkins, un autre biologiste critique du dessein intelligent, soutient dans son livre Pour en finir avec Dieu que permettre à un designer intelligent d'être responsable pour une complexité improbable repousse seulement le problème, car selon lui, un tel designer devrait être au moins aussi complexe. D'autres scientifiques ont argumenté que l'évolution par sélection naturelle est plus à même d'expliquer la complexité observée, en raison de l'utilisation de l'évolution par sélection pour créer certains systèmes électroniques, aéronautique ou automatiques qui sont considérés comme trop complexes pour des « designers intelligents » humains.

### Réaction de la communauté scientifique
L'Académie nationale des sciences des États-Unis et le Centre national pour l'éducation scientifique des États-Unis (National Center for Science Education) ont décrit le dessein intelligent comme étant de la pseudo-science. Les critiques affirment que le dessein intelligent est une tentative pour réexprimer les dogmes religieux sous forme pseudo-scientifique, afin de forcer les institutions scolaires à enseigner la théorie du créationnisme. Le chef astronome du Vatican, le révérend George Coyne, a affirmé que le dessein intelligent « n'est pas de la science, même s'il en a la prétention ».
Alors que le modèle scientifique de l'évolution est corroboré par des faits observables et reproductibles, comme le principe des mutations, du flux génétique, de la dérive génétique, de la sélection naturelle et de la spéciation, les critiques démontrent que l'hypothèse du dessein intelligent repose sur des éléments qui ne peuvent être reproduits ni observés, et ne répond donc pas au principe de réfutabilité de Karl Popper : une théorie ne peut être qualifiée de scientifique que si elle permet des prédictions pouvant être invalidées par l'expérimentation.
En introduisant une explication externe, le dessein intelligent ne respecte pas non plus un autre principe scientifique, celui du rasoir d'Ockham, car il crée une entité supplémentaire pour expliquer un phénomène sans que cela apporte de lumière supplémentaire en l'état.
L'hypothèse du dessein intelligent ne fournit par ailleurs aucune explication sur les anomalies manifestes de la nature : point aveugle de l'œil humain (et plus généralement des vertébrés), chiasma optique, risque de fausse couche, grossesse extra-utérine, pouce du panda… 
Cette hypothèse ne fait pas davantage l'unanimité dans les milieux religieux, les libéraux considérant que la démarche scientifique n'est pas censée être mise sur le même plan que le dogme, et en sens inverse certains dogmatiques considérant qu'une vérité révélée ne requiert pas de preuves d'ordre scientifique.
Enfin, la démarche adoptée par les tenants du dessein intelligent s'oppose à la démarche scientifique en ce qu'ils ne tentent pas de démontrer que leurs arguments sont valables mais demandent à leurs détracteurs de prouver qu'ils ne le sont pas[réf. nécessaire].

## Histoire
Depuis la fin du XXe siècle, le créationnisme littéraliste a été délaissé par certains évangéliques en faveur du dessein intelligent .
En 1987, la décision de la Cour suprême des États-Unis dans le cas Edwards v. Aguillard entraîne l'interdiction de l'insertion des « sciences de la création » (creation science) dans le curriculum des écoles publiques, en raison du premier amendement qui empêche tout État américain d'avantager une religion en particulier. Le créationniste américain Charles Thaxton introduit les bases du vocabulaire du dessein intelligent (« intelligent design », « intelligent designer » et « intelligent design proponents ») dans le livre scolaire Of pandas and people. Il stipule que toutes les formes de vies apparaissent soudainement, parfaitement formées, sans formes intermédiaires évolutives, et que cette apparition soudaine est mieux expliquée par l'action d'un designer intelligent, que la science matérialiste est incapable de déterminer. Michael Behe apporte sa caution scientifique au mouvement, et formule le concept de complexité irréductible.
Débarrassé de ses références à la Bible, en particulier la Genèse et le Déluge, le dessein intelligent se veut une apparence scientifique pouvant potentiellement circonvenir la décision de la Cour suprême. Ne spécifiant pas la dénomination du designer et ne reposant pas ouvertement sur la Bible, le dessein intelligent est présenté aux différents mouvements théistes comme une « grande tente » pouvant abriter toutes les affiliations religieuses contre le matérialisme scientifique perçu comme athée.
Le think tank Discovery Institute, établi en 1991 à Seattle, défend cette thèse. Les objectifs du dessein intelligent sont définis par le Discovery Institute, dans un document à usage interne The Wedge (« le coin » introduit par les bûcherons dans la coupure d'un arbre pour en écarter les bords). Des fuites permettent finalement sa diffusion en 1999. Les objectifs du Discovery Institute et du dessein intelligent sont de nature politique et religieuse et ont un lien sans équivoque avec le fondamentalisme religieux ; ils se retrouvent de manière chiffrée en termes de retombées médiatiques et législatives avec des délais pour les atteindre. Les principaux objectifs présentés dans ce document sont de vaincre le matérialisme scientifique et ses héritages moraux, culturels et scientifiques, et de remplacer les explications matérialistes par la compréhension théistique que la nature et l’être humain sont créés par Dieu. Sur cinq ans, la théorie du dessein intelligent doit devenir une alternative acceptée dans les sciences, et des recherches scientifiques menées depuis la perspective de la théorie du dessein. Au terme de ce délai, l’influence de la théorie du dessein doit commencer à atteindre d'autres sphères que la science naturelle, et de nouveaux débats majeurs doivent apparaître dans l’éducation, les sujets relatifs à la vie, la responsabilité pénale et personnelle poussés au front de l’agenda national. Sur vingt ans, la théorie du dessein intelligent doit être perçue comme la perspective dominante dans la science, et entraîner des applications dans des champs spécifiques incluant la biologie moléculaire, la biochimie, la paléontologie, la physique et la cosmologie dans les sciences naturelles ; la psychologie, l’éthique, la politique, la théologie, la philosophie, et les matières littéraires ; voire son influence dans les arts.
Le principe est de faire passer la doctrine religieuse pour une science et de semer la confusion dans les cercles scientifiques, avant de rayonner dans toutes les sphères de la société grâce en particulier à une campagne de publicité et de façonnage d'opinion (« publicity and opinion making »). L'exposition au grand public des visées fondamentalistes du dessein intelligent a porté un coup majeur à ses promoteurs qui, faute de pouvoir nier l'existence du document, en ont proposé une relecture édulcorée sur leur site où le Discovery Institute se défend entre autres de vouloir l'établissement d'une théocratie.
Le Discovery Institute ne s'adresse que marginalement à la communauté scientifique, et ses publications liées au dessein intelligent dans des revues scientifiques avec évaluation par les pairs sont peu nombreuses. La Foundation for Thought and Ethics (FTE) a fourni une liste des articles liés au mouvement du dessein intelligent publiés dans des revues scientifiques dans l'amicus curiae . Les quelques articles publiés ont été généralement vivement critiqués par la communauté scientifique ou dans la presse généraliste, parfois suivis d'un désaveu des éditeurs de la publication, ou ne mentionnent pas même le terme de dessein intelligent. L'institut vise essentiellement à communiquer auprès des législateurs, des enseignants de biologie, et des comités élus chapeautant les différents districts scolaires qui fixent le curriculum et l'achat des livres scolaires. L'institut diffuse ainsi des guides pour introduire le dessein intelligent dans l'enseignement, des exemples de textes de lois à voter et rédigés spécifiquement de façon à tenter d'éviter une condamnation en vertu du premier amendement, et des livres ou des récapitulatifs critiquant certains exemples ou concepts de la théorie de l'évolution (Darwin on Trial, Darwin's Black Box ou Icons of Evolution). Les partisans du dessein intelligent jugent en effet la communauté scientifique comme doctrinaire et dogmatique, où la critique du modèle darwinien est impossible. Ils tentent donc plutôt d'influencer l'opinion publique, les élus et les élèves pour créer une controverse publique et obtenir une reconnaissance de leur théorie, qui forceront ensuite la communauté scientifique à reconsidérer sa position.
Le mouvement du dessein intelligent subit une première réorientation dans sa politique, en faisant campagne pour que les écoles « enseignent la controverse » (teach the controversy) : la théorie de l'évolution et le dessein intelligent, puis de laisser les élèves décider par eux-mêmes lequel leur paraît le plus convaincant. Les principaux acteurs du mouvement soutiennent ainsi qu'ils favorisent la liberté académique et la réflexion des élèves.
En réaction, le Discovery Institute réoriente une nouvelle fois ses campagnes de communication en faveur d'une « analyse critique de la théorie de l'évolution ». Il ne soutient plus l'enseignement du dessein intelligent, il tend plutôt à le décourager pour éviter les problèmes légaux, mais tente d'introduire ses critiques vis-à-vis de l'évolution dans le cours de biologie consacré à cette théorie afin de l'affaiblir dans l'esprit des élèves. Le Discovery Institute communique en particulier sur le phrasé « strengths and weaknesses of evolution », tentant de convaincre les États et les comités scolaires de faire passer des amendements soutenant l'enseignement des « forces et faiblesses de la théorie de l'évolution », ou de développer l'« esprit critique » des élèves sur des sujets jugés controversés en citant généralement la théorie de l'évolution, le réchauffement climatique et la recherche sur les cellules souches. L'Academic Freedom Act publié par le Discovery Institute a ainsi inspiré plusieurs propositions de lois, comme la loi HB368 votée avec succès par la chambre des représentants du Tennessee en avril 2011,, plusieurs propositions de lois rejetées au Kentucky, Missouri, Oklahoma, et Nouveau Mexique, et des projets de lois en Floride et au Texas.

## Un puissant lobbying
Dans les années 1990 et 2000, à la suite d'un important lobbying et alors que le créationnisme était depuis 1987 retiré officiellement de tous les manuels scolaires après une longue bataille juridique, de nombreux États américains (Pennsylvanie, Kansas, Géorgie, Mississippi, etc.) sont revenus sur la question et ont tenté de faire en sorte que les théories issues du darwinisme soient présentées aux écoliers comme de simples théories concurrentes, mais en rien supérieures, au dogme créationniste, cette démarche a été soutenue notamment par George W. Bush. Certaines de ces démarches ont été renversées au niveau des conseils d'État sur l'éducation.
En Europe, en mai 2005, la ministre néerlandaise de l'éducation, Maria van der Hoeven, a tenu des propos à ce sujet en invoquant elle aussi la théorie du dessein intelligent qui cherche d'abord à établir « scientifiquement » le fait que la nature semble être « pensée » avant de se hasarder à sous-entendre par qui elle l'a été. Cependant, elle n'a pas été suivie par le reste de son gouvernement.

## Controverses

### Critiques scientifiques
Le dessein intelligent est accusé par ses adversaires d'être une pseudo-science,,. La plupart des commentateurs et des scientifiques y voient une résurgence du créationnisme, dissimulée sous une apparence de scientificité ; le biologiste britannique Richard Dawkins le désigne même comme un « créationnisme affublé d'un costume bon marché ».

### Éducation
À Dover, en Pennsylvanie, le bureau de l'éducation locale a décidé en octobre 2004 d'enseigner à tous les élèves de 14 ans que la théorie de l'évolution n'est qu'une simple hypothèse en proposant qu'un texte leur soit lu avant le début du cours de biologie abordant le sujet. Un livre de vulgarisation du dessein intelligent, Of Pandas and People (Des pandas et des Hommes), est même proposé à ceux désirant approfondir la question. Cependant le tribunal fédéral de Harrisburg en Pennsylvanie a conclu le 20 décembre 2005 que l'enseignement du dessein intelligent comme une alternative à la théorie de l'évolution de Darwin dans les classes de science des écoles est anticonstitutionnel. Pour rendre ce jugement, le juge John Jones s'est basé sur le fait que le dessein intelligent n'est qu'une forme déguisée de croyance religieuse et l'enseigner enfreint la loi de séparation des cultes et de l'État et va à l'encontre de l'interdiction de promouvoir une religion quelconque dans l'éducation publique aux États-Unis. Il a été très critique sur le comportement du bureau d'éducation de Dover en déclarant que « les citoyens de la région de Dover sont mal servis par les membres de leur bureau d'éducation ayant voté en faveur du dessein intelligent ». Il a également accusé certains parents du conseil scolaire de Dover d'avoir menti et déclare à ce sujet qu'« il est ironique que plusieurs de ces individus, qui affichent ouvertement et fièrement leurs convictions religieuses en public, aient menti systématiquement pour déguiser leur véritable but. » À la suite de ce jugement, le juge John E. Jones III a reçu plusieurs menaces de mort de tenants du dessein intelligent.

### Critiques politiques
Le sénateur français Guy Lengagne (PS) a vu son rapport Les dangers du créationnisme dans l'éducation retiré au dernier moment de l'ordre du jour de la réunion du Conseil de l'Europe en juin 2007, sous la pression du parlementaire belge Luc Van den Brande, président du Conseil. Ses travaux, qui s'inscrivaient dans la continuité de ceux d'Andrew McIntosh, ont finalement fait l'objet d'une résolution intitulée : « Dangers du créationnisme dans l’éducation ». Celle-ci, adoptée le 4 octobre 2007, marque la position du Conseil de l'Europe vis-à-vis du dessein intelligent de la façon suivante :

« Le créationnisme présente de multiples facettes contradictoires. L’intelligent design (dessein intelligent), dernière version plus nuancée du créationnisme, ne nie pas une certaine évolution. Cependant l’intelligent design, présenté de manière plus subtile, voudrait faire passer son approche comme scientifique, et c’est là que réside le danger. »

### Critiques religieuses
Dans le catholicisme, le pape Jean-Paul II, dans un message prononcé devant l'Académie pontificale des sciences le 22 octobre 1996, admet que « de nouvelles connaissances conduisent à reconnaître dans la théorie de l'évolution plus qu'une hypothèse ». Son successeur Benoît XVI affirme que, si la théorie de l'évolution est d'une remarquable efficacité prédictive, elle ne remet pas en cause la foi en un Dieu créateur de l'Univers, et que l'explication de l'émergence biologique de l'homme n'était pas suffisante pour appréhender ce dernier dans sa globalité.

### Parodies
Le pastafarisme est une parodie de religion créée par Bobby Henderson, pour protester contre la décision du Comité d'Éducation de l'État du Kansas, soutenue par le président des États-Unis George W. Bush et le sénateur Bill Frist, de permettre au dessein intelligent d'être enseigné dans les cours de science au même titre que la théorie de l'évolution.

### Traduction
- (en) Cet article est partiellement ou en totalité issu de l’article de Wikipédia en anglais intitulé « Intelligent design » (voir la liste des auteurs).